# Johannes Fredeweß
Johannes Fredeweß (* 18. Juni 1896 in Elsten; † 26. Mai 1976 in Schillburg) war ein deutscher Landwirt und Politiker.
Als Abgeordneter der CDU gehörte er von der ersten Sitzung am 30. Januar 1946 bis zur letzten am 6. November 1946 dem Ernannten Landtag von Oldenburg an.

## Quelle
- Barbara Simon: Abgeordnete in Niedersachsen 1946–1994. Biographisches Handbuch. Hrsg. vom Präsidenten des Niedersächsischen Landtages. Niedersächsischer Landtag, Hannover 1996, S. 106.

| Personendaten    | Personendaten                               |
| ---------------- | ------------------------------------------- |
| NAME             | Fredeweß, Johannes                          |
| KURZBESCHREIBUNG | deutscher Landwirt und Politiker (CDU), MdL |
| GEBURTSDATUM     | 18. Juni 1896                               |
| GEBURTSORT       | Elsten                                      |
| STERBEDATUM      | 26. Mai 1976                                |
| STERBEORT        | Schillburg                                  |